# 실크 코자트
실크 코자트(Cylk Cozart, 1957년 2월 1일 ~ )는 미국의 배우, 영화 프로듀서, 영화배우이다.
녹스빌에서 태어났다.

## 영화
- 어 파인 스텝 (2014년)
- 이글 아이 (2008년)
- 스팀 (2007년)
- 식스틴 블럭 (2006년) - 지미 뮬비 역
- 커스 파트 3 (2000년)
- 조니 카파할라, 눈 위의 서퍼 (1999년)
- 쓰리 투 탱고 (1999년)
- 플레이 투 더 본 (1999년)
- 컨스피러시 (1997년) - 로리 요원 역
- 소울 오브 더 게임 (1996년)
- 이레이저 (1996년)
- 어니스트 7 - 슬램 덩크 (1995년)
- NBA 챔프 (1994년)
- 러브 어페어 (1994년)
- 사선에서 (1993년)
- 덩크슛 (1992년)
- 천국의 운동장 (1991년)
- 못말리는 비행사 (1991년)
- 아파치 (1990년)
- 스쿨 데이즈 (1988년)